# Arthur Chandler
Arthur Clarence Hiller Chandler (* 27. November 1895 in Paddington; † 18. Juni 1984 in Leicester) war ein englischer Fußballspieler in den 1920er und 1930er Jahren. Bekannt wurde er vor allem für seine Zeit bei Leicester City, wo er den Torrekord mit 273 Toren hält.

## Sportlicher Werdegang
Chandler kam zunächst in der britischen Hauptstadt bei den Queens Park Rangers zu ersten Profieinsätzen, erzielte bei seinen Pflichtspielen 18 Tore und wurde daraufhin von Peter Hodge, dem damaligen Trainer von Leicester City, entdeckt. Obwohl „Channy“, wie Arthur Chandler genannt wurde, bei „QPR“ kein „Stürmer in vorderster Front“ war und bereits in der zweiten Hälfte seines dritten Lebensjahrzehnts war, schlug er bei seinem neuen Klub direkt ein. Beginnend mit seinem Einstand absolvierte er 118 Partien ohne Unterbrechung und war sowohl in der zweitklassigen Second Division als auch nach dem Aufstieg 1925 in der obersten Liga zuverlässiger Torjäger.
Mit jeweils 34 Treffern in den Jahren 1928 und 1929 verbesserte er den Torrekord des Vereins, wozu auch im Oktober 1928 sechs Tore zum 10:0-Erfolg in einem Ligaspiel gegen den FC Portsmouth gehörten. Trotz dieser konstant guten Leistungen blieb ihm ein Länderspiel in der englischen A-Nationalmannschaft stets verwehrt. Stattdessen absolvierte er Partien für eine Nord-Auswahl gegen den Süden, war zwei Mal bei einem Spiel des „Rests“ gegen die englische Auswahl dabei und bestritt eine Partie für eine Mannschaft der Football League gegen ihr schottisches Pendant.
Im Alter von 38 Jahren verließ Chandler die „Foxes“ und kehrte nach einem kurzen Intermezzo bei Notts County kurz an die Filbert Street nach Leicester zurück, wo er in der Folge Teil des Trainerstabs war und auch als Scout fungierte. Er verzeichnete insgesamt 419 Pflichtspiele und schoss 273 Treffer; dieser Rekordtorausbeute kam erst in den 1950er Jahren Arthur Rowley mit 265 Toren nahe, wobei dieser dafür nur 321 Partien benötigte und damit ernsthaft mit Chandler um den Titel als „bester Torschütze in der Geschichte von Leicester City“ konkurrierte.